# Karl Steinhardt
Karl Steinhardt (* 1. August 1875 in Gyöngyös; † 21. Jänner 1963 in Wien) war ein österreichischer Buchdrucker und Politiker (KPÖ). Steinhardt war im November 1918 ein Mitbegründer der Kommunistischen Partei Österreichs und als deren Delegierter 1919 einer der Mitbegründer der Kommunistischen Internationale in Moskau. Von April 1945 bis Februar 1946 war Steinhardt Wiener Vizebürgermeister und Amtsführender Stadtrat für das Wohlfahrtswesen. Von 1945 bis 1949 hatte er ein Mandat im Wiener Landtag und Gemeinderat inne.

## Leben

### Kindheit in Wien, erste Politisierung und Wanderjahre um die Welt (1875–1913)
Steinhardt wurde am 1. August 1875 im ungarischen Gyöngyös geboren, wo sein Vater zu dieser Zeit als Wachtmeister in einem Husarenregiment diente. Zwei Jahre später gelangte er mit seinen Eltern nach Wien, wo er nach der Volks- und Bürgerschule im Jahre 1890 eine Buchdruckerlehre begann. 1894 wurde er Mitglied der Sozialdemokratischen Partei in Simmering sowie der Buchdruckergewerkschaft. 1894 folgten nach dem Ende der Lehrzeit die Wanderjahre durch Österreich, Deutschland, die Schweiz und Italien, bis Steinhardt im November 1900 in Hamburg Fuß fasste. Hamburg wurde Steinhardts „zweite Heimat“ und blieb bis 1913 sein Lebensmittelpunkt. 1904 bis 1908 arbeitete er als Schiffsbuchdrucker auf großen Passagierdampfern, was ihn bis nach Buenos Aires und New York, nach Westafrika, Ostasien und Japan führte. 1909/10 gehörte Steinhardt in London dem von Karl Marx gegründeten Arbeiterbildungsverein an, für den er als Redakteur der Londoner Volkszeitung tätig war.

### Kriegsgegner und Gründungsmitglied der Kommunistischen Partei Österreichs (1914–1918)
Aus politischen Gründen aus Hamburg ausgewiesen, kehrte Steinhardt im Oktober 1913 nach Wien zurück, wo er vor und während des Ersten Weltkriegs wieder in der Sozialdemokratischen Partei und der Gewerkschaft aktiv wurde, bis er 1916 wegen Antikriegspropaganda aus der SDAPÖ ausgeschlossen wurde. 1917 beteiligte er sich an der Gründung einer Gruppe von ausgeschlossenen und ausgetretenen Sozialisten, die auch im Jännerstreik und Junistreik des Jahres 1918 in Erscheinung trat. Als im November 1918 die Kommunistische Partei Deutschösterreichs von Angehörigen verschiedener linksoppositioneller Gruppierungen gegründet wurde, spielten Steinhardt und seine „Kommunistische Gruppe“ die zentrale Rolle neben der Gruppe um Elfriede Friedländer-Eisler und Paul Friedländer.
Als am 12. November 1918 die Republik Österreich proklamiert wurde, hielt Steinhardt vor dem Parlament eine Rede im Sinne der politischen Ziele der KP(D)Ö, worauf die bekannten tumultartigen Szenen folgten. Infolge dieser Ereignisse wurde er am 14. November 1918 gemeinsam mit Elfriede Friedländer-Eisler vom Wiener Polizeipräsidenten Johann Schober verhaftet, musste jedoch zwei Wochen später wieder freigelassen werden.

### Österreichischer Delegierter zur Kommunistischen Internationale in Moskau (1919–1921)
Am 1. Parteitag der KP(D)Ö in Wien am 9. Februar 1919 wurde Steinhardt zum Mitglied des Parteivorstandes und Generalsekretär der Partei gewählt sowie zum Delegierten zum bevorstehenden internationalen Kongress der kommunistischen revolutionären Parteien und Gruppierungen in Moskau bestimmt. Nach einer dreiwöchigen Reise, die ihn durch die Fronten des Bürgerkriegs führte, traf Steinhardt am 3. März 1919 in Moskau ein, wo bereits am Vortag die Konferenz eröffnet worden war. Er hielt eine flammende und temperamentvolle Rede, in der er in optimistischen Worten über die österreichische Arbeiterbewegung und die politische Entwicklung in Österreich berichtete. Am nächsten Tag brachte er – mit maßgeblicher Unterstützung Lenins und anderer Delegierter – den österreichischen Antrag auf Gründung der Kommunistischen Internationale ein, worauf am 4. März 1919 der einstimmige Beschluss gefasst wurde, sich als Gründungskongress der Kommunistische Internationale (Komintern) zu konstituieren. Auf seiner Rückreise aus Moskau geriet Steinhardt nach dem Abschuss seines Flugzeugs am 1. Mai 1919 in rumänische Gefangenschaft, wurde von einem Feldgericht wegen Spionage zum Tode verurteilt und später zur Zwangsarbeit begnadigt. Nach einer Intervention des Internationalen Roten Kreuzes konnte er im Jänner 1920 nach Wien zurückkehren.
Steinhardt war auch Delegierter am 2. Weltkongress der Komintern im Juli/August 1920 in Petrograd und Moskau, wo er zum Mitglied des Exekutivkomitees der Komintern (EKKI) gewählt wurde.

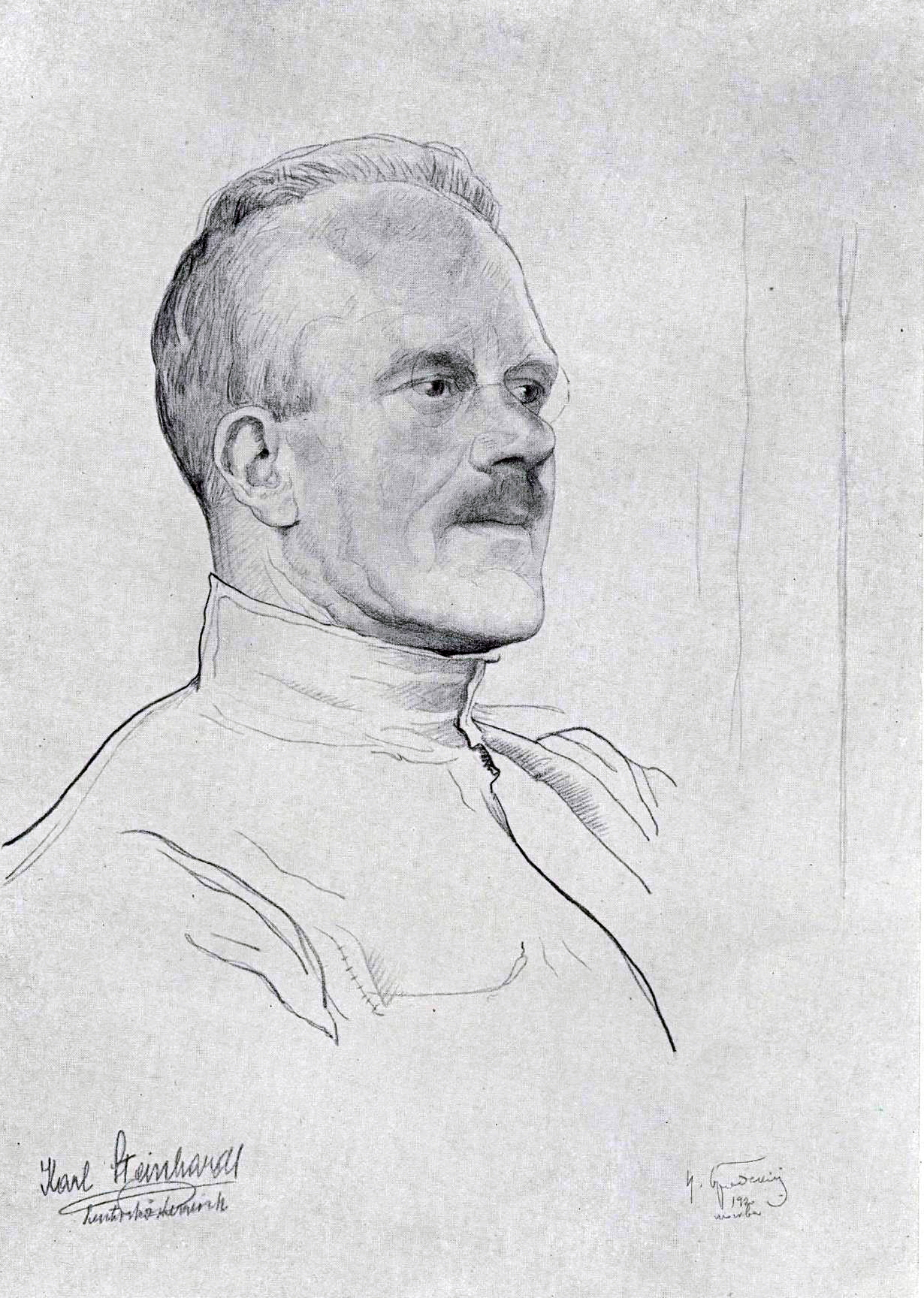
Portrait von Karl Steinhardt beim „Second World Congress of the Comintern“ des Künstlers IIsaak I. Brodsky

In dieser Funktion und als Parteienvertreter der KPÖ beim EKKI lebte Steinhardt bis Juli 1921 in Moskau, wo er am 3. Weltkongress der Komintern im Juni/Juli 1921 erneut als Delegierter der KPÖ teilnahm.

### „Einfaches Parteimitglied“ in Deutschland und Österreich (1921–1945)
Im November 1921 ging Steinhardt nach Bremen, wo er für die KPD-Zeitung Nordwestdeutsches Echo arbeitete. Als „lästiger Ausländer“ ausgewiesen, wurde er ab April 1922 in Hamburg aktiv, wo er für die Sowjetische Handelsvertretung arbeitete. 1925 aus Hamburg ausgewiesen, war er bis Juni 1925 in der Sowjetischen Handelsvertretung in Berlin tätig. Nach seiner Ausweisung aus Deutschland kehrte er nach Österreich zurück, wo er bis November 1928 ebenso in der Handelsvertretung der UdSSR arbeitete. Danach folgten lange Jahre der Arbeitslosigkeit. In der KPÖ war er als Funktionär im Bezirksmaßstab aktiv. In den Jahren 1938 bis April 1945 arbeitete er wieder in seinem Beruf als Buchdrucker. 1938 und 1943 wurde Steinhardt zwei Mal kurzzeitig von der Gestapo verhaftet, drei Mal fanden in seiner Wohnung Hausdurchsuchungen statt.

### Lokalpolitiker der KPÖ in Wien (1945–1951)
Im April 1945 wurde Steinhardt auf Vorschlag der KPÖ vom sowjetischen Stadtkommandanten Generalmajor Alexej Blagodatow zum Wiener Vizebürgermeister ernannt. In der ersten Wiener Stadtverwaltung nach der Befreiung Wiens durch die Rote Armee erhielt Steinhardt das Ressort für Wohlfahrtswesen, womit er für die Kinder- und Erwachsenenfürsorge verantwortlich wurde.
Infolge des Ergebnisses der Gemeinderatswahlen im November 1945 – 7,9 % der Stimmen für die KPÖ – schied Steinhardt im Februar 1946 aus dem Wiener Stadtsenat aus. Von 13. Dezember 1945 bis zum 5. Dezember 1949 war er Abgeordneter der KPÖ zum Wiener Landtag und Gemeinderat. Am 13. Parteitag der KPÖ im April 1946 wurde er ins Zentralkomitee der Partei gewählt, dem er bis zum 15. Parteitag im November 1951 angehörte. Bis April 1948 war Steinhardt auch Mitglied der Wiener Stadtleitung der KPÖ bzw. bis April 1950 Mitglied des Wiener Landesausschusses. Zudem amtierte er 1946 für kurze Zeit als Wiener Obmann der 1945 gegründeten Kinder- und Elternorganisation Kinderland.
Karl Steinhardt ist am 21. Jänner 1963 in Wien gestorben und liegt am Neustifter Friedhof (Gruppe E, Nr. 15) begraben.

## Werke
- Wiedersehen mit Moskau: Reiseeindrücke, Sowjetischer Informationsdienst, 1951.
- Lebenserinnerungen eines Wiener Arbeiters, hg. und eingeleitet von Manfred Mugrauer. Alfred Klahr Gesellschaft, Wien 2013 (= Biografische Texte zur Geschichte der österreichischen Arbeiterbewegung. Bd. 7), ISBN 978-3-9503137-2-7.